# Чемпіонат Європи з легкої атлетики в приміщенні 2023
Чемпіонат Європи з легкої атлетики в приміщенні 2023 відбувся 2-5 березня у Стамбулі на «Атакей Арені», яка була спеціально збудована для чемпіонату світу в приміщенні-2012.
Про надання Стамбулу права проводити чемпіонат було анонсовано 11 листопада 2020.
За регламентом змагань, до участі у чемпіонаті допускали легкоатлетів, які виконали затверджені кваліфікаційні нормативи.

## Призери

### Чоловіки
| Дисципліни            | Золото                                                      | Золото      | Срібло                                                            | Срібло     | Бронза                                                                 | Бронза       |
| --------------------- | ----------------------------------------------------------- | ----------- | ----------------------------------------------------------------- | ---------- | ---------------------------------------------------------------------- | ------------ |
| 60 метрів             | Самуеле Чеккареллі Італія                                   | 6,48        | Марселл Джейкобс Італія                                           | 6,50 SB    | Генрік Ларссон Швеція                                                  | 6,53 NIR     |
| 400 метрів            | Карстен Варгольм Норвегія                                   | 45,35 WL    | Жульєн Ватрен Бельгія                                             | 45,44 NIR  | Карл Бенгтстрем Швеція                                                 | 45,77        |
| 800 метрів            | Адріан Бен Іспанія                                          | 1.47,34     | Бенжаман Робер Франція                                            | 1.47,34    | Еліот Крестан Бельгія                                                  | 1.47,65      |
| 1500 метрів           | Якоб Інгебрігтсен Норвегія                                  | 3.33,95 CR  | Ніл Гурлі Велика Британія                                         | 3.34,23    | Азеддін Абз Франція                                                    | 3.35,39      |
| 3000 метрів           | Якоб Інгебрігтсен Норвегія                                  | 7.40,32 NIR | Адель Мечаль Іспанія                                              | 7.41,75 SB | Ельзан Бібич Сербія                                                    | 7.44,03      |
| 60 метрів з бар'єрами | Джейсон Джозеф Швейцарія                                    | 7,41        | Якуб Шиманський Польща                                            | 7,56       | Жуст Квау-Мате Франція                                                 | 7,59         |
| 4×400 метрів          | БельгіяДілан Борле Александер Дом Кевін Борле Жульєн Ватрен | 3.05,83     | ФранціяЖиль Бірон Тео Андан Віктор Короллер Муаммад Абдалла Кунта | 3.06,52 SB | НідерландиІсая Бурс Ісая Клейн Іккінк Ремсі Анджела Лімарвін Боневасія | 3.06,59 SB   |
| Стрибки у висоту      | Дауве Амелс Нідерланди                                      | 2,31 NIR    | Андрій Проценко Україна                                           | 2,29       | Тома Кармуа Бельгія                                                    | 2,29 PB      |
| Стрибки з жердиною    | Сондре Гуттормсен Норвегія                                  | 5,80        | Еммануїл Караліс ГреціяПйотр Лісек Польща                         | 5,80       | не вручалась                                                           | не вручалась |
| Стрибки у довжину     | Мільтіадіс Тентоглу Греція                                  | 8,30        | Тобіас Монтлер Швеція                                             | 8,19 SB    | Габріел Бітан Румунія                                                  | 8,00         |
| Потрійний стрибок     | Педро Пічардо Португалія                                    | 17,60 WL    | Ніколаос Андрікопулос Греція                                      | 16,58 SB   | Макс Гесс Німеччина                                                    | 16,57        |
| Штовхання ядра        | Зейн Вейр Італія                                            | 22,06       | Томаш Станек Чехія                                                | 21,90 SB   | Роман Кокошко Україна                                                  | 21,84 NR NIR |
| Семиборство           | Кевін Маєр Франція                                          | 6348        | Сандер Скотхейм Норвегія                                          | 6318 NIR   | Рісто Ліллеметс Естонія                                                | 6079 SB      |

### Жінки
| Дисципліни            | Золото                                                          | Золото     | Срібло                                                                  | Срібло      | Бронза                                                                         | Бронза     |
| --------------------- | --------------------------------------------------------------- | ---------- | ----------------------------------------------------------------------- | ----------- | ------------------------------------------------------------------------------ | ---------- |
| 60 метрів             | Муджинга Камбунджі Швейцарія                                    | 7,00 CR    | Ева Свобода Польща                                                      | 7,09 SB     | Дерілл Нейта Велика Британія                                                   | 7,12       |
| 400 метрів            | Фемке Бол Нідерланди                                            | 49,85      | Ліке Клавер Нідерланди                                                  | 50,57       | Анна Келбасинська Польща                                                       | 51,25 SB   |
| 800 метрів            | Кілі Годжкінсон Велика Британія                                 | 1.58,66    | Аніта Горват Словенія                                                   | 2.00,54     | Аньєс Рааролаї Франція                                                         | 2.00,85    |
| 1500 метрів           | Лора М'юр Велика Британія                                       | 4.03,40    | Клаудія Міхаела Бобоча Румунія                                          | 4.03,76     | Софія Еннауї Польща                                                            | 4.04,06    |
| 3000 метрів           | Ганна Кляйн Німеччина                                           | 8.35,87 PB | Констанце Клостергальфен Німеччина                                      | 8.36,50     | Мелісса Кортні-Браянт Велика Британія                                          | 8.41,19    |
| 60 метрів з бар'єрами | Реетта Гурске Фінляндія                                         | 7,79 NIR   | Надін Віссер Нідерланди                                                 | 7,84        | Дітаджі Камбунджі Швейцарія                                                    | 7,91       |
| 4×400 метрів          | НідерландиЛіке Клавер Евеліне Салберг Кателейн Петерс Фемке Бол | 3.25,66 CR | ІталіяАліче Манджоне Айоміде Фолорунсо Анна Полінарі Елеонора Марк'яндо | 3.28,61 NIR | ПольщаАнна Келбасинська Маріка Попович-Драпала Аліцья Врона-Кутшепа Анна Палис | 3.29,31 SB |
| Стрибки у висоту      | Ярослава Магучіх Україна                                        | 1,98       | Брітт Веєрман Нідерланди                                                | 1,96 NIR    | Катерина Табашник Україна                                                      | 1,94       |
| Стрибки з жердиною    | Вілма Мурто Фінляндія                                           | 4,80 NIR   | Тіна Шутей Словенія                                                     | 4,75        | Амаліє Швабікова Чехія                                                         | 4,70       |
| Стрибки у довжину     | Джазмін Соєрс Велика Британія                                   | 7,00 WL    | Ларісса Япікіно Італія                                                  | 6,97 NIR    | Івана Вулета Сербія                                                            | 6,91       |
| Потрійний стрибок     | Тугба Данішмаз Туреччина                                        | 14,31 NIR  | Дар'я Деркач Італія                                                     | 14,20       | Патрісія Мамона Португалія                                                     | 14,16      |
| Штовхання ядра        | Оріоль Донгмо Португалія                                        | 19,76 EL   | Сара Гамбетта Німеччина                                                 | 18,83 SB    | Фанні Рос Швеція                                                               | 18,42      |
| П'ятиборство          | Нафіссату Тіам Бельгія                                          | 5055 WIR   | Адріана Сулек Польща                                                    | 5014 NIR    | Нор Відтс Бельгія                                                              | 4823 SB    |

## Медальний залік
| Місце               | Країна              | Золото | Срібло | Бронза | Загалом |
| ------------------- | ------------------- | ------ | ------ | ------ | ------- |
| 1                   | Норвегія            | 4      | 1      | 0      | 5       |
| 2                   | Нідерланди          | 3      | 3      | 1      | 7       |
| 3                   | Велика Британія     | 3      | 1      | 2      | 6       |
| 4                   | Італія              | 2      | 4      | 0      | 6       |
| 5                   | Бельгія             | 2      | 1      | 3      | 6       |
| 6                   | Португалія          | 2      | 0      | 1      | 3       |
| 6                   | Швейцарія           | 2      | 0      | 1      | 3       |
| 8                   | Фінляндія           | 2      | 0      | 0      | 2       |
| 9                   | Франція             | 1      | 2      | 3      | 6       |
| 10                  | Німеччина           | 1      | 2      | 1      | 4       |
| 11                  | Греція              | 1      | 2      | 0      | 3       |
| 12                  | Україна             | 1      | 1      | 2      | 4       |
| 13                  | Іспанія             | 1      | 1      | 0      | 2       |
| 14                  | Туреччина           | 1      | 0      | 0      | 1       |
| 15                  | Польща              | 0      | 4      | 3      | 7       |
| 16                  | Словенія            | 0      | 2      | 0      | 2       |
| 17                  | Швеція              | 0      | 1      | 3      | 4       |
| 18                  | Румунія             | 0      | 1      | 1      | 2       |
| 18                  | Чехія               | 0      | 1      | 1      | 2       |
| 20                  | Сербія              | 0      | 0      | 2      | 2       |
| 21                  | Естонія             | 0      | 0      | 1      | 1       |
| Загалом (21 збірна) | Загалом (21 збірна) | 26     | 27     | 25     | 78      |

## Відеопідсумки
- 2 березня на YouTube
- 3 березня на YouTube
- 4 березня на YouTube
- 5 березня на YouTube

## Виступ українців
У складі збірної України на чемпіонаті взяли участь 10 атлетів (4 чоловіків і 6 жінок).
| Чоловіки (4) | Чоловіки (4)        | Чоловіки (4) | Чоловіки (4) |
| Місце        | Атлет               | Дисципліна   | Результат    |
| ------------ | ------------------- | ------------ | ------------ |
| 2            | Андрій Проценко     | висота       | 2,29         |
| 3            | Роман Кокошко       | ядро         | 21,84 NR NIR |
| пф           | Станіслав Коваленко | 60 м         | 6,72         |
| кв           | Вадим Кравчук       | висота       | 2,14         |

| Жінки (6) | Жінки (6)         | Жінки (6)    | Жінки (6) |
| Місце     | Атлетка           | Дисципліна   | Результат |
| --------- | ----------------- | ------------ | --------- |
| 1         | Ярослава Магучіх  | висота       | 1,98      |
| 3         | Катерина Табашник | висота       | 1,94      |
|           | Юлія Левченко     | висота       | 1,94      |
|           | Юлія Лобан        | п'ятиборство | 4091      |
| заб       | Анна Плотіцина    | 60 м з/б     | 8,26      |
| кв        | Яна Гладійчук     | жердина      | 4,30      |

## Прес-релізи
| День змагань↓ | Світова легка атлетика | Європейська легкоатлетична асоціація | Федерація легкої атлетики України |
| ------------- | ---------------------- | ------------------------------------ | --------------------------------- |
| 2 березня     |                        |                                      |                                   |
| 3 березня     |                        |                                      |                                   |
| 4 березня     |                        |                                      |                                   |
| 5 березня     |                        |                                      |                                   |